# Великий Єгипетський музей
Великий Єгипетський музей (араб. المتحف المصري الكبير, англ. Grand Egyptian Museum), також відомий як Музей Гізи — новий археологічний музей Арабської республіки Єгипет.

## Проєкт
В Єгипті неподалік від пірамід в Гізі будують величну споруду нового музейного закладу під назвою Великий Єгипетський музей. Архітектурний проект створено в велетенських, ламких формах з бетона.
Відомості про будівництво нового музею оприлюднили у 2002 році. За попередніми розрахунками, його будівництво передбачене впродовж десяти років. Це новітній музейний комплекс неподалік від пірамід в Гізі і великого сфінкса, які стануть додатковими експонатами місцевості. Площа музейного комплексу сягатиме 480 000 м². На будівництво витратять 600 мільйонів доларів: сто мільйонів на споруду дав уряд республіки Єгипет, всі інші кошти — це гранти.

## Створення споруди і експозицій

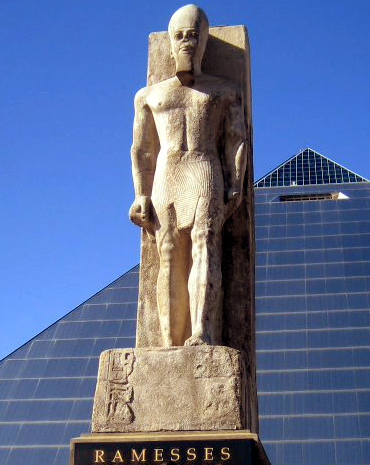
Скульптура Рамзеса II

Будівництво веде фірма з Бельгії. На 2012 рік вже готові:
- лабораторії
- комори, сховища і склади
- комунікації.

У сховища вже перевезено 10 000 перших експонатів. Загальна кількість виставлених артефактів сягатиме 120 000. Серед них будуть і велетенська скульптура фараона Рамзеса II з граніту та його доньки Мерітамон. Офіційне часткове відкриття музею заплановане на травень 2018 року. Будівля поступово наповнювалася експонатами з різних музеїв. Офіційне відкриття перенесено на 2020 рік, але вже через пандемію COVID-19 відкриття музею знов було відкладене. У підсумку відкриття музею було зсунуто на 2021 рік, потім на 2022, але так і не відбулося. Станом на березень 2023 року Великий Єгипетський музей зачинений, але там можна замовити приватні екскурсії.